# Нур Сурер
Нур Сурер (тур. Nur Sürer; Бурса, 21. јун 1954) турска је филмска и телевизијска глумица.

## Биографија

### Младост и образовање
Рођена је 21. јуна 1954. као ћерка Ахмета и Рабије Сурер. Деда по оцу јој је пореклом из Приштине, бака по мајци Албанка, а бака по оцу пореклом из Дагестанца. Имала је брата Сулејмана (1959—2024). Завршила је образовање у Бурси.

### Каријера
Преселила се у Швајцарску где је живела четири године, код својих рођака. За улогу у филму Ердена Кирала, Bereketli Topraklar Üzerinde, два пута је освојила награду за најбољу глумицу на Филмском фестивалу Златна наранџа у Анталији. До данас је глумила у више од четрдесет филмова и телевизијских серија. Њено прво међународно дело је филм Ayna 1984, који прати Пут наде (1990), Dunkle Schatten der Angst (1993) и Yara (1998), који је освојио Оскара за најбољи филм на страном језику 1991.
Глумила је у телевизијској серији Аси, која је емитована на Каналу Д између 2007. и 2009.

### Лични живот
Њен први брак био је са Булентом Кајабашом 1981. године. Касније се удала за Сарпа Кураја, који је осуђен на доживотно као вођа наоружане левичарске организације „Покрет 16. јуна”. Заинтересована је за женска права и позната по свом политичком ставу. Присуствовала је прослави 1. маја у Истанбулу 2007. године када је ухапшена и дан касније пуштена.

## Филмографија
| Филмови                   | Филмови                        | Филмови           |
| Година                    | Назив                          | Улога             |
| ------------------------- | ------------------------------ | ----------------- |
| 1979.                     | Bereketli Topraklar Üzerinde   | Фатма             |
| 1980.                     | Bir Günün Hikayesi             | Зејнеп            |
| 1981.                     | Aşka Dönüş                     |                   |
| 1983.                     | Derman                         | Бахар             |
| 1984.                     | Ayna                           | Зелихан           |
| 1984.                     | Fidan                          | Фидан             |
| 1985.                     | Dul Bir Kadın                  | Ајла              |
| 1985.                     | Yılanların Öcü                 | Хака              |
| 1986.                     | Ses                            | Серпил            |
| 1986.                     | Son Urfalı                     | Гулај             |
| 1987.                     | Karınca Katarı                 | Гулсум            |
| 1987.                     | Ateşböceği                     | Дијгу             |
| 1988.                     | Dönüş                          | Зербо             |
| 1988.                     | Sadık Dost                     |                   |
| 1989.                     | Uçurtmayı Vurmasınlar          |                   |
| 1990.                     | Kiraz Çiçek Açıyor             | Кираз             |
| 1990.                     | Umuda Yolculuk                 | Мерјем            |
| 1991.                     | Suyun Öte Yanı                 |                   |
| 1991.                     | Uzlaşma                        |                   |
| 1992.                     | Denize Hançer Düştü            |                   |
| 1993.                     | Korkunun Karanlık Gölgesi      |                   |
| 1994.                     | İz                             |                   |
| 1998.                     | Yara                           |                   |
| 2000.                     | Karanlığın Gölgesinde Korkular |                   |
| 2001.                     | Sarı Günler                    |                   |
| 2002.                     | Sır Çocukları                  | Муневер           |
| 2002.                     | Abdülhamid Düşerken            | Ханим             |
| 2010.                     | Kaledeki Yalnızlık             | Макбуле           |
| 2016.                     | Seviyorum Ama Arkadaşça        |                   |
| 2020.                     | Nasipse Olur                   | Нериман Ханчоглу  |
| 2021.                     | Sen Ben Lenin                  | Гул Ана           |
| 2021.                     | Zuhal                          | Небахат           |
| 2024.                     | Cadı                           | Емине             |
| 2024.                     | Mukadderat                     | Султан            |
| 2025.                     | O Da Bir Şey Mi?               | Гулистан          |
| Телевизијске серије       |                                |                   |
| Година                    | Назив                          | Улога             |
| 1981.                     | Bay Alkolü Takdimimdir         | Гул               |
| 1990.                     | Yalancı Şafak                  |                   |
| 1993.                     | Son Söz Sevginin               | Севги             |
| 1997.                     | İlişkiler                      |                   |
| 2000.                     | Köçek                          |                   |
| 2002.                     | Havada Bulut                   | Марика            |
| 2003.                     | Kurşun Yarası                  | Марика            |
| 2004.                     | Bir Aşk Hikayesi               |                   |
| 2004.                     | Gülizar                        |                   |
| 2005—2007.                | Ihlamurlar Altında             | Мујган            |
| 2006.                     | Kabuslar Evi: Seni Beklerken   | Севги             |
| 2007—2009.                | Аси                            | Нериман Козџуоглу |
| 2009.                     | Kasaba                         | Сехер             |
| 2011.                     | Her Şeye Rağmen                | Нигар             |
| 2011—2013.                | Поље лала                      |                   |
| 2012.                     | Sultan                         | Ајше              |
| 2012.                     | Tatar Ramazan                  | Сабиха            |
| 2014.                     | Bana Artık Hicran De           |                   |
| 2017.                     | Kayıtdışı                      | Мелек             |
| 2018—2019.                | Bir Litre Gözyaşı              | Гузин             |
| 2019—2020.                | Јама                           | Фадик             |
| 2021—2023.                | Невина                         | Фериде Ипекоглу   |
| 2023—2024.                | Породица                       | Хуља Сојкан       |
| 2025.                     | Başka Bir Gün                  | Гунгор            |
| Интернет серије и филмови |                                |                   |
| Година                    | Назив                          | Улога             |
| 2017.                     | Masum                          | Нермин            |
| 2020.                     | Bir Başkadır                   | Ферај             |
| 2021.                     | Saklı                          | Севим             |
| 2022.                     | Cici                           | Хава              |
| 2023.                     | Kötü Adamın 10 Günü            | Исмет Султан      |
| 2024.                     | Kül                            |                   |
| 2024.                     | Kuvvetli Bir Alkış             |                   |

## Награде и номинације
| Награде | Награде                                                     | Награде                                  | Награде                 | Награде    | Награде                     |
| Година  | Награда                                                     | Категорија                               | Пројекат                | Статус     | Референце                   |
| ------- | ----------------------------------------------------------- | ---------------------------------------- | ----------------------- | ---------- | --------------------------- |
| 1982.   | 19. филмски фестивал Златна наранџа                         | Најбоља глумица                          | Bir Günün Hikayesi      | Освојила   | [ 12 ]                      |
| 1989.   | 26. филмски фестивал Златна наранџа                         | Најбоља глумица                          | Uçurtmayı Vurmasınlar   | Освојила   | [ 12 ]                      |
| 2002.   | 14. међународни филмски фестивал у Анкари                   | Најбоља глумица                          | Sır Çocukları           | Освојила   | [ 13 ] [ 14 ]               |
| 2003.   | 35. награда Удружења филмских писаца                        | Најбоља споредна глумица                 | Sır Çocukları           | Номинована |                             |
| 2010.   | 47. филмски фестивал Златна наранџа                         | Награда за животно дело                  | Награда за животно дело | Освојила   | [ 12 ] [ 15 ] [ 16 ]        |
| 2020.   | 27. филмски фестивал Голден Бол у Адани                     | Награда за животно дело                  | Награда за животно дело | Освојила   | [ 17 ]                      |
| 2020.   | 53. награда Удружења кинематографских писаца                | СИЈАД почасна награда                    | СИЈАД почасна награда   | Освојила   | [ 18 ] [ 19 ] [ 20 ] [ 21 ] |
| 2024.   | 25. награда за позоришне и биоскопске глумце „Садри Алишик” | Најбоља глумица године у споредној улози | Cici                    | Освојила   | [ 22 ]                      |
| 2024.   | 61. филмски фестивал Златна наранџа у Анталији              | Најбоља глумица                          | Mukadderat              | Освојила   |                             |
| 2025.   | 57. додела награда Удружења кинематографских писаца         | Најбоља глумица                          | Mukadderat              | Освојила   | [ 23 ]                      |